# Pettibone (Dakota du Nord)
Pour les articles homonymes, voir Pettibone.
La ville de Pettibone est située dans le comté de Kidder, dans l’État du Dakota du Nord, aux États-Unis. Lors du recensement de 2010, sa population s’élevait à 70 habitants.

## Histoire
Pettibone a été fondée en 1910. Elle porte le nom de son fondateur, Lee C. Pettibone.